# Kula Kangri
Kula Kangri je hora na hranicích Bhútánu a Tibetu. Vrchol hory byl poprvé zdolán v roce 1937 horolezci Chapmanem a Dawa Lamou.
Někdy bývá Kula Kangri uváděna jako nejvyšší hora Bhútánu. K tomu by musely být splněny následující předpoklady:
- výška činí 7554 m (přestože jiné zdroje uvádějí 7538 m)
- výška hory Gangkar Punsum činí 7541 m (přestože jiné zdroje uvádějí 7570 m)
- vrchol leží na území Bhútánu (přestože čínské zdroje uvádějí, že leží na území Tibetu)